# Thiidae
De Thiidae is een familie uit de infraorde krabben (Brachyura). Van deze familie is slechts één vertegenwoordiger, het nagelkrabje, algemeen te vinden voor de Belgische en Nederlandse kust.

## Systematiek
Er worden in deze familie twee onderfamilies onderscheiden:
- Nautilocorystinae Ortmann, 1893
- Thiinae Dana, 1852